# Claude Manceron
Pour les articles homonymes, voir Manceron.
Claude Manceron (né à Paris le 5 février 1923 et mort à Rambouillet le 23 mars 1999) est un écrivain français.
Il a, à ses débuts, publié sous le pseudonyme de Claude Chevalon.

## Biographie
Fils d'un officier de marine, Claude Manceron contracte la poliomyélite à l'âge de 11 ans, ce qui le contraint à rester allongé pendant des années. 
Adulte, il devient éducateur spécialisé dans un centre pour paralysés.
À la fin des années 1950, il publie son premier livre, un roman consacré aux Cent jours. L’Académie française lui décerne le prix Henri-Dumarest en 1957. Entré au Comité national des écrivains, il fréquente Aragon et signe le manifeste des 121 contre la guerre d'Algérie.
C'est en 1968, installé dans l'Hérault, qu'il commence une suite de livres sur les hommes qui ont fait la Révolution. Le premier volume des Hommes de la liberté paraît en 1972, le cinquième en 1987. Il n'ira pas au bout de son projet.
Il est chargé de mission auprès de François Mitterrand de 1981 à 1995.

## Œuvres
- Roman historique : À peine un printemps, Robert Laffont, 1956, 680 p.
- Austerlitz, 2 décembre 1805, Paris, Robert Laffont, 1960, 319 p.
- Le Dernier Choix de Bonaparte, Tours, Mame, 1960
- L'Épopée de Bonaparte, Paris, Pont Royal, 1964, 315 p.
- Napoléon reprend Paris, 20 mars 1815, Paris, Robert Laffont, 1965, 301 p.
- 100 000 voix par jour pour Mitterrand, Paris, Robert Laffont, 1966, 320 p.
- Le Citoyen Bonaparte. La jeunesse de Napoléon, 1769-1796, Paris, Robert Laffont, 1969, 255 p.
- Avec Anne Manceron, Mirabeau, l'homme à la vie brûlée, Paris, Dargaud, 1969
- Le Tambour de Borodino, Paris, Robert Laffont, 1974, 350 p.
- Les Vignes de la mer : le Midi languedocien, avec des photographies d'André Hampartzoumian, Paris, Le Chêne/Hachette, 1979
- Les Hommes de la liberté, Paris, Robert Laffont :
  - Tome 1 : Les Vingt ans du roi, 1774-1778, 1972, 688 p.
  - Tome 2 : Le Vent d'Amérique, 1778-1782, 1974, 558 p.
  - Tome 3 : Le Bon Plaisir, 1782-1785, 1976, 448 p.
  - Tome 4 : La Révolution qui lève, 1785-1787, 1979, 468 p.
  - Tome 5 : Le Sang de la Bastille, 1787-1789, 1987, 523 p.
- La Révolution française. Dictionnaire biographique, Paris, Renaudot, 1989, 571 p.